# Ґурово-Тшонскі
Ґурово-Тшонскі (пол. Górowo-Trząski) — село в Польщі, у гміні Яновець-Косьцельний Нідзицького повіту Вармінсько-Мазурського воєводства.
Населення — 51 особа (2011).
У 1975-1998 роках село належало до Ольштинського воєводства.

## Демографія
Демографічна структура станом на 31 березня 2011 року:
|          | Загалом | Допрацездатний вік | Працездатний вік | Постпрацездатний вік |
| -------- | ------- | ------------------ | ---------------- | -------------------- |
| Чоловіки | 28      | 9                  | 15               | 4                    |
| Жінки    | 23      | 6                  | 12               | 5                    |
| Разом    | 51      | 15                 | 27               | 9                    |